# Sierra sud de Séville
La Sierra sud de Séville est une comarque espagnole située dans la province de Séville, en communauté autonome d’Andalousie.

## Communesde la comarque de la Sierra sud de Séville
- Aguadulce
- Algámitas
- Badolatosa
- Casariche
- Los Corrales
- Estepa
- Gilena
- Herrera
- La Lantejuela
- Lora de Estepa
- Marinaleda
- Martín de la Jara
- Osuna
- Pedrera
- Pruna
- La Roda de Andalucía
- El Rubio
- El Saucejo
- Villanueva de San Juan

### Sources
- www.sevillainformacion.org, « Comarcas de Sevilla » (consulté le 15 janvier 2008)

- (es) Cet article est partiellement ou en totalité issu de l’article de Wikipédia en espagnol intitulé « Sierra Sur de Sevilla » (voir la liste des auteurs).